# Derrick Johnson
Derrick O'Hara Johnson, detto DJ (Waco, 22 novembre 1982), è un ex giocatore di football americano statunitense che ha militato nel ruolo di linebacker nella National Football League (NFL). Fu scelto dai Kansas City Chiefs come 15º assoluto del Draft NFL 2005. Al college ha giocato a football a Texas, venendo nominato due volte All-American.

## Carriera professionistica

### Kansas City Chiefs
Johnson fu scelto nel draft 2005 come 15º assoluto dai Kansas City Chiefs. Dopo un mese di trattative, il giocatore firmò coi Chiefs un contratto quinquennale del valore di 1,04 milioni di dollari. Johnson giocò come titolare tutte le 16 gare stagionali dei Kansas City Chiefs nel 2005, diventando il primo linebacker dei Chiefs in vent'anni a partire titolare in tutte le gare della stagione regolare. Fu premiato con il Mack Lee Hill Award dai Chiefs, premio assegnato al miglior rookie della squadra.
Nella seconda stagione in carriera, Johnson giocò 13 partite, 12 delle quali da titolare, e stabilì il proprio record in carriera con 4,5 sack, oltre a 75 tackle e 2 fumble forzati.
Nel 2007, Derrick tornò a giocare da titolare tutte le gare della stagione, terminando con 94 tackle e 4,0 sack.
Nella stagione regolare 2008, Johnson mise a segno 85 tackle giocando 14 partite, tutte da titolare e stabilendo il proprio primato personale con 4 fumble forzati.
Nella settimana 17 della stagione NFL 2009, Johnson pareggiò il record NFL ritornando due intercetti in touchdown nella stessa gara. La sua stagione si chiuse però con soli 37 tackle in tre partite giocate da titolare su un totale di 15 presenze sul campo.
Johnson si rifece nella stagione successiva stabilendo i propri record in carriera con 121 tackle e 16 passaggi deviati, oltre ad un sack ed un intercetto.

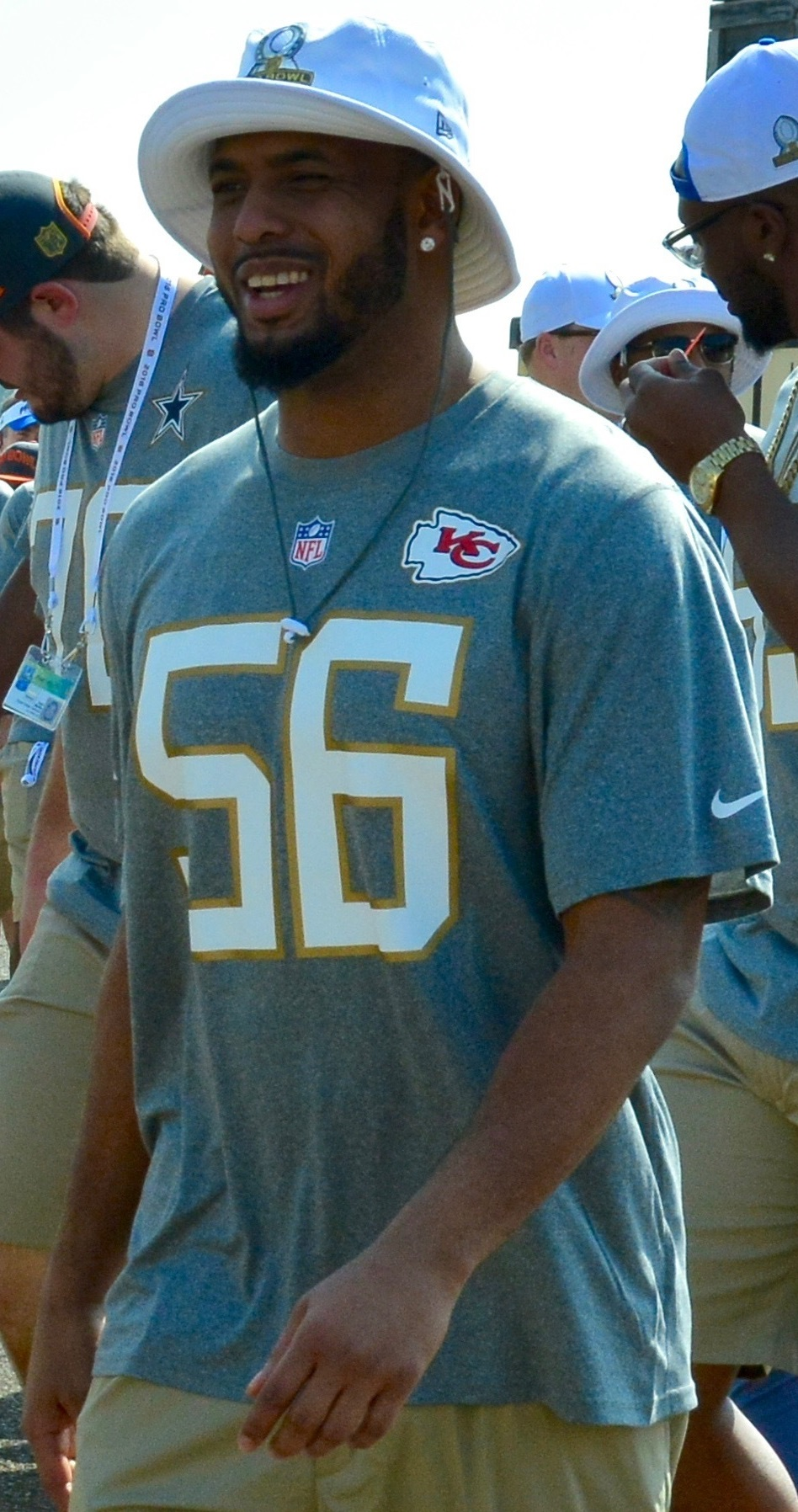
Johnson prima del Pro Bowl 2016

Dopo una notevole stagione 2011, caratterizzata da 131 tackle, 2 sack, 2 intercetti e 9 passaggi deviati, Johnson fu convocato per il suo primo Pro Bowl ed inserito nel First-Team All-Pro. A fine stagione, Johnson fu votato al 78º posto nella NFL Top 100, l'annuale classifica dei migliori cento giocatori della stagione.
Il 26 dicembre 2012, Derrick fu convocato per il secondo Pro Bowl in carriera. A fine anno fu classificato al numero 59 nella classifica dei migliori cento giocatori della stagione. L'anno successivo, dopo una stagione da 107 tackle, 4,5 sack e 2 intercetti fu nuovamente convocato per il Pro Bowl, in sostituzione dell'infortunato NaVorro Bowman dei San Francisco 49ers. Nella partita guidò la sua squadra con 9 tackle e un fumble forzato, venendo premiato come miglior giocatore difensivo dell'incontro. A fine anno fu votato al 64º posto nella NFL Top 100 dai suoi colleghi.
Nella prima partita della stagione 2014, Johnson si ruppe il tendine d'Achille, dicendo addio al resto dell'annata. Tornò in campo l'anno successivo, venendo convocato per il suo quarto Pro Bowl ed inserito nel Second-team All-Pro.

## Palmarès
- MVP del Pro Bowl: 1

2013
- Convocazioni al Pro Bowl: 4

2011, 2012, 2013, 2015
- First-team All-Pro: 1

2011
- Second-team All-Pro: 1

2015
- Bronko Nagurski Trophy - 2004
- Butkus Award - 2004

## Statistiche
Stagione regolare
| Anno | Squadra            | Gare | Tackle | Tackle | Tackle | Sack | Dif. pass. | Dif. pass. | Fumble   | Fumble |
| Anno | Squadra            | Gare | Sol    | Ast    | Tot    | N.   | Int-yard   | PDev       | Ric-yard | FF     |
| ---- | ------------------ | ---- | ------ | ------ | ------ | ---- | ---------- | ---------- | -------- | ------ |
| 2005 | Kansas City Chiefs | 16   | 80     | 16     | 96     | 2    | 0-0        | 5          | 0-0      | 2      |
| 2006 | Kansas City Chiefs | 13   | 58     | 18     | 76     | 4,5  | 0-0        | 3          | 0-0      | 2      |
| 2007 | Kansas City Chiefs | 16   | 83     | 11     | 94     | 4    | 2-18       | 6          | 0-0      | 3      |
| 2008 | Kansas City Chiefs | 14   | 68     | 17     | 85     | 1,5  | 1-7        | 6          | 0-0      | 4      |
| 2009 | Kansas City Chiefs | 15   | 30     | 7      | 37     | 1,0  | 3-175      | 5          | 0-0      | 1      |
| 2010 | Kansas City Chiefs | 16   | 95     | 26     | 121    | 1,0  | 1-15       | 16         | 0-0      | 4      |
| 2011 | Kansas City Chiefs | 16   | 104    | 27     | 131    | 2,0  | 2-18       | 9          | 0-0      | 2      |
|      | Carriera           | 106  | 516    | 122    | 638    | 16,0 | 9-233      | 50         | 0-0      | 17     |